# Керп, Владимир Мартынович
Влади́мир Марты́нович Керп (1903—1980) — советский военачальник, генерал Советской и Польской армий, участник Советско-финской и Великой Отечественной войн.

## Биография
Родился 8 июля 1903 года в посёлке лесозавода Голошева Оршанского уезда Могилёвской губернии в польской семье.
С 23 января 1923 года в Красной Армии, в 1928 году окончил Школу офицеров артиллерии имени Красина в Москве, занимал различные командные и штабные должности. В 1931 году вступил в ВКП(б).
В 1940 году принял участие в Зимней войне с Финляндией, был дважды тяжело ранен.
Начало Великой Отечественной войны встретил в звании майора, командиром дивизиона 398-го гаубичного артиллерийского полка 144-й стрелковой дивизии.
С февраля по декабрь 1942 года — командир 642-го пушечного артиллерийского полка. С декабря 1942 по март 1943 года — командир 41-й артиллерийской бригады. С марта 1943 года по 7 февраля 1944 года — командир 1-й гвардейской пушечной артиллерийской бригады.
С февраля по апрель 1944 года — командующий артиллерией 30-го стрелкового корпуса.
15 апреля 1944 года прикомандирован к польской армии в звании полковника и назначен командиром 5-й пушечной артиллерийской бригады 1-й армии Войска Польского. 3 ноября 1944 года был произведен в бригадные генералы Войска Польского.
За время Отечественной войны, в 1941 и в 1943 году, имел три ранения — левая рука, осколком задета 1 берцовая кость, правое плечо.
После войны, с 29 июня 1945 по 28 февраля 1946 года был командиром артиллерийской офицерской школы № 1 в городе Хелм. 11 июля 1945 года присвоено звание генерал-майор артиллерии РККА. С 1 апреля по 15 июля 1946 года был командиром 7-й Лужицкой пехотной дивизии Войска Польского. Был председателем губернского комитета по безопасности в Катовице. 30 августа 1946 он вернулся в Советский Союз. 9 февраля 1956 года вышел в отставку.
Умер 30 января 1980 года, похоронен на кладбище города Видное.

## Награды
Советские:
- орден Ленина (19.11.1951)[4];
- пять орденов Красного Знамени (20.08.1942[5], 31.08.1943[6], 3.11.1944[7], 7.05.1945[8], 10.06.1945[9]);
- орден Суворова II степени (17.10.1943)[10];
- орден Богдана Хмельницкого II степени (10.01.1944)[11];
- медаль «За оборону Сталинграда»;
- медаль «За победу над Германией в Великой Отечественной войне 1941-1945 гг.» (9.05.1945);
- медаль «За взятие Берлина» (9.06.1945);
- медаль «За освобождение Варшавы» (9.06.1945);
- медаль «Ветеран Вооружённых Сил СССР»
- другие медали

 Польские:
- кавалерский крест ордена Возрождения Польши;
- серебряный крест ордена Виртути Милитари V степени (31.03.1945);
- орден «Крест Грюнвальда» III степени (11.05.1945);
- два Золотых креста «Заслуги» (1945, 30.05.1946[13]);
- серебряный крест «Заслуги» (1944);
- серебряный Грюнвальдский знак;
- медаль «За Варшаву 1939—1945» (1945);
- медаль «За Одру, Нису и Балтику» (1945);
- медаль «Победы и Свободы»;
- медаль «15 лет Войска Польского»

 МНР:
- Медаль «30 лет Халхин-Гольской Победы» (15.08.1969);
- Медаль «30 лет Победы над милитаристской Японией» (08.01.1976)

Приказы (благодарности) Верховного Главнокомандующего в которых отмечен В. М. Керп:
- за участие в боях за освобождение города Киев, приказ № 37 от 6 ноября 1943 года;
- за участие в боях за освобождение Варшавы, приказ № 223 от 17 января 1945 года;
- за участие в боях за овладение Дейч-Кроне и Меркиш-Фридлянд — важными узлами коммуникаций и сильными опорными пунктами обороны немцев в Померании, приказ № 274 от 11 февраля 1945 года;
- за участие в боях при прорыве обороны немцев восточнее города Штаргард и за овладение городами Бервальде, Темпельбург, Фалькенбург, Драмбург, Вангерин, Лабес, Фрайенвальде, Шифельбайн, Регенвальде и Керлин, приказ № 288 от 4 марта 1945 года;
- за участие в боях за овладение Кольбергом, приказ № 302 от 18 марта 1945 года;
- за участие в боях при прорыве обороны немцев и наступлении на Берлин, приказ № 339 от 23 апреля 1945 года;
- за участие в боях по завершению окружения Берлина и за овладение городами Науен, Эльшталь, Рорбек, Марквардт, приказ № 342 от 25 апреля 1945 года